# Paulo Lopes
Paulo Lopes là một đô thị thuộc bang Santa Catarina, Brasil. Đô thị này có diện tích 450,372 km², dân số năm 2007 là 6215 người, mật độ 13,8 người/km².